# 3862 Agekian
3862 Agekian (1972 KM) là một tiểu hành tinh vành đai chính được phát hiện ngày 18 tháng 5 năm 1972 bởi Smirnova, T. ở Nauchnyj.